# Премія Улофа Пальме
Пре́мія У́лофа Па́льме — щорічна премія, яку присуджують за видатні досягнення в правозахисній діяльності. Заснована в пам'ять Улофа Пальме в лютому 1987 року.
Нагорода складається з диплома та 75 000 доларів США.

## Лауреати премії
- 1987 — Сіріл Рамафоза.
- 1988 — миротворчі операції ООН під керівництвом Х. П. де Куельяра.
- 1989 — Вацлав Гавел.
- 1990 — Гарлем Дезір та «SOS Racisme».
- 1991 — «Міжнародна амністія».
- 1992 — Арзу Абдуллаєва та Анаїт Баяндур.
- 1993 — студенти Сараєво.
- 1994 — Вей Джинґшенґ.
- 1995 — Молодь «ФАТХ», молоді лідери «Авода» й «Шалом ахшав».
- 1996 — «Casa Alianza» під керівництвом Брюса Гарріса.
- 1997 — Саліма Жезалі.
- 1998 — Незалежні ЗМІ колишньої Югославії, представлені Веран Матіч (Сербія), Сенад Пеканін (Боснія і Герцеговина) й Віктор Іванчич (Хорватія).
- 1999 — шведські антирасисти: Курдо Баксі, Бйорн Фріс та батьківська група в Klippan, що представляє Народну мобілізацію проти зростаючого расизму й ксенофобії в країні.
- 2000 — Браян Стівенсон.
- 2001 — Фазл Хасан Абед й «Освіта дівчат».
- 2002 — Ханан Ашраві.
- 2003 — Ханс Блікс.
- 2004 — Людмила Алексєєва, Сергій Ковальов, Ганна Політковська.
- 2005 — Аун Сан Су Чжі.
- 2006 — Кофі Аннан, Моссад Мохамед Алі.
- 2007 — Парвін Ардалан.
- 2008 — Деніс Муквеге.
- 2009 — Карстен Єнсен.
- 2010 — Ейад Аль-Сарадж.
- 2011 — Лідія Качо, Роберто Савіано.
- 2012 — Радха Насрауі, Валід Абулкхаір.
- 2013 — Роза Тайкон.
- 2014 — Ху Йоуі.
- 2015 — Гідеон Леві, Мітрі Рахеб.
- 2016 — Спирідон Галінос, Джусі Ніколіні.
- 2017 — Геді Фрід, Емеріх Рот.